# やまと虹一
やまと 虹一（やまと こういち、1953年11月1日 - ）は、日本の漫画家。代表作は『プラモ狂四郎』（クラフト団との共作）。秋田県出身。

## 略歴
ダイナミックプロダクションにてアシスタントを務めていた1972年、『エレジーママロボット』で少年ジャンプ『手塚賞』へ応募。受賞は逃したものの同作品で『ジャンプ増刊号』デビュー。『がんばれ!!ロボコン』『秘密戦隊ゴレンジャー』のコミカライズなどを担当。
『プラモ狂四郎』のヒットにより漫画家として成功を収める。しかし「ガンプラ作家」というレッテルを嫌い、ガンプラ系作品の連載終了後、漫画家の仕事から距離を置いた。それから7年後に復帰することになるが、ガンプラ・ガンダム関連以外の作品では「プラモ狂四郎の名誉のため」として基本的に別のペンネーム（※未公表）を用いている。
一般にはガンプラ関連の漫画家およびデザイナーとして認知されているが、プラモ狂四郎の連載と同時期に『わんぱっくコミック』（徳間書店）にて主にゲームコミカライズ作品を手がけている。『魔界村』や『謎の村雨城』でのスプラッタ描写には読者が衝撃を受けた。

## 作品

### 漫画
- おいらそんごくん（小学四年生 1977年4月号 - 8月号）
- わんぱくパトロール（小学二年生 1978年4月号 - 1979年3月号）
- プラモ狂四郎
- 新プラモ狂四郎
- 超戦士ガンダム野郎
- SD武者ガンダム風雲録
- SD戦国伝 武者七人衆編
- SDガンダム BB戦士コミックワールド
  - 超SD戦国伝 武神輝羅鋼（大旋鬼頑駄無編、撃流破頑駄無編）
  - 超SD戦国伝 刕覇大将軍
  - 新SD戦国伝 天星七人衆
  - 大時空SD戦国伝
  - ムシャ戦記
- ホビーボーイ飛人くん
- ケンカ太平記
- プラモテクニック教室
- キャンバス小僧
- ゲームのコミカライズ
  - 魔界村
  - 忍者くん
  - チャレンジャー
  - 謎の村雨城
  - アトランチスの謎 - ラストページがわんぱっくコミック本誌と単行本収録版とで違っている。
  - セクロス
  - マイティボンジャック - コミックボンボン増刊に掲載。
- 特撮番組のコミカライズ
  - サンダーマスク（別冊少年サンデー）
  - アクマイザー3（月刊少年マガジン1975年10・11月号、テレビマガジン 1976年1月号増刊 人気ヒーロージャンボ号、たのしい幼稚園 1975年10月号 - 1976年7月号、ディズニーランド 1975年11月号 - 1976年8月号）
  - 超神ビビューン（テレビマガジン 1976年8月号増刊 夏休み新ヒーローせいぞろいジャンボ号）
  - 宇宙鉄人キョーダイン（別冊テレビランド 1976年）
  - 秘密戦隊ゴレンジャー（小学三年生 1976年4月号 - 1977年3月号、小学四年生 1975年6月号 - 1976年3月号、テレビランド 1976年）
  - がんばれ!!ロボコン（小学四年生 1976年4月号 - 1977年2月号）
  - ジャッカー電撃隊（テレビランド 1977年）
    - （※スーパー戦隊シリーズの他媒体展開#コミカライズ）
- スタードキュメントシリーズ（月刊少年チャンピオンにて人気芸能人の伝記を田辺節雄、岡崎優、桜多吾作と交代で執筆）
  - 浅田美代子物語 - 1973年9月号
  - 山口百恵物語 - 1974年1月号
  - 和田アキ子物語 - 1974年5月号
  - 小坂明子物語 - 1974年7月号
  - 伊藤咲子物語 - 1974年9月号
  - マギー・ミネンコ物語 - 1974年11月号
  - 小林麻美物語 - 1975年1月号
  - ほか

### イラスト提供
- 非核まんが・アニメーション&アート展